# Molophilus celebesicus
Molophilus celebesicus är en tvåvingeart som beskrevs av Alexander 1935. Molophilus celebesicus ingår i släktet Molophilus och familjen småharkrankar. Inga underarter finns listade i Catalogue of Life.